# 佩贝朗塔

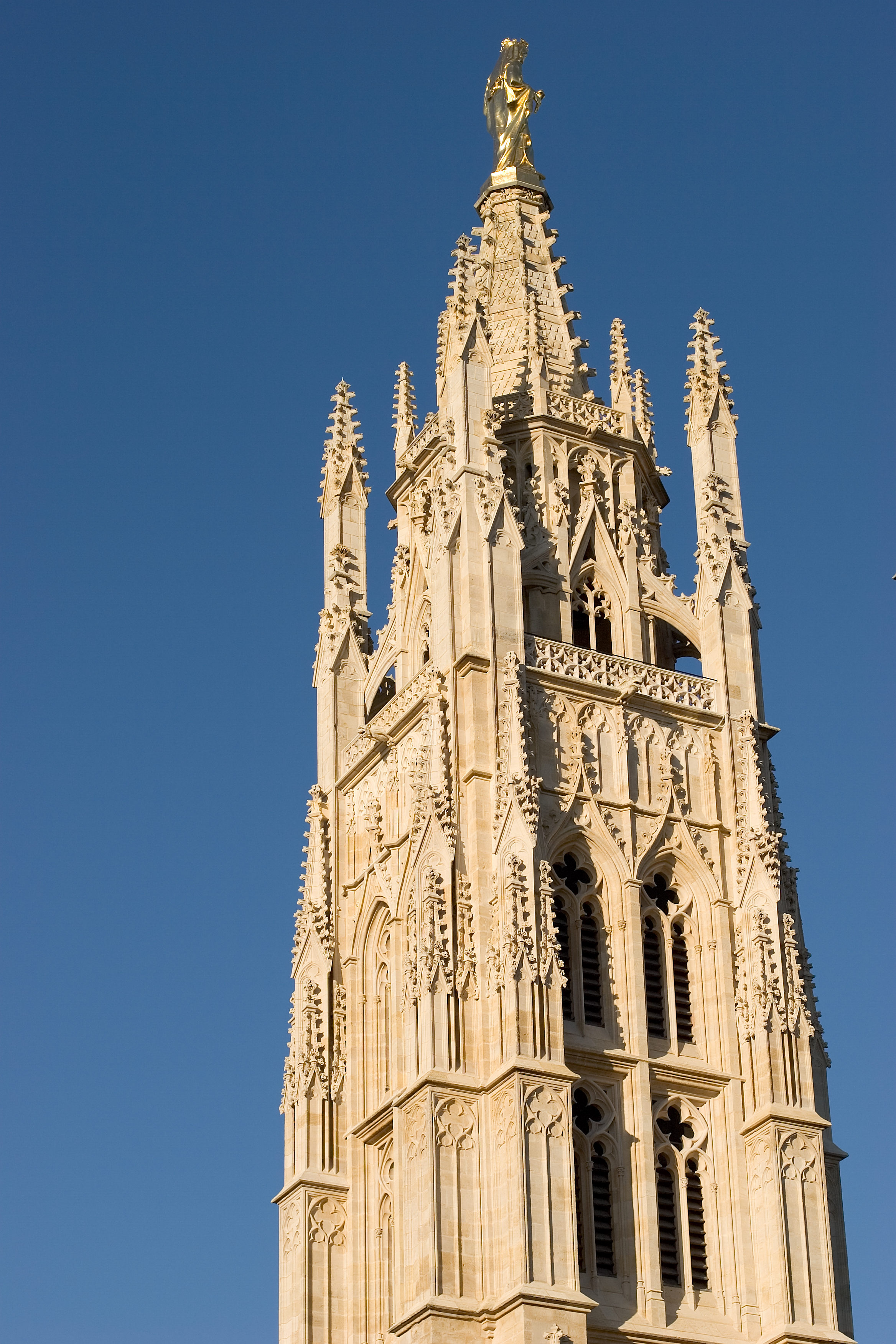
佩贝朗塔

佩贝朗塔（Tour Pey-Berland）位于波尔多的波尔多主教座堂旁的佩贝朗广场（Place Pey-Berland），与主教座堂相分离。该塔楼为哥特式建筑，顶部是一尖塔，总高66米。
佩贝朗塔兴建于1440年到1500年，得名于当时的佩贝朗总主教（Pey Berland）。
1862年，佩贝朗塔被列为法国历史古迹。

## 图片

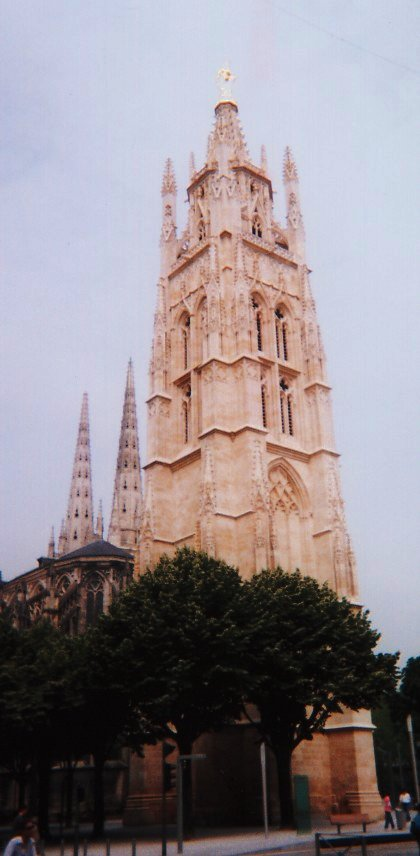
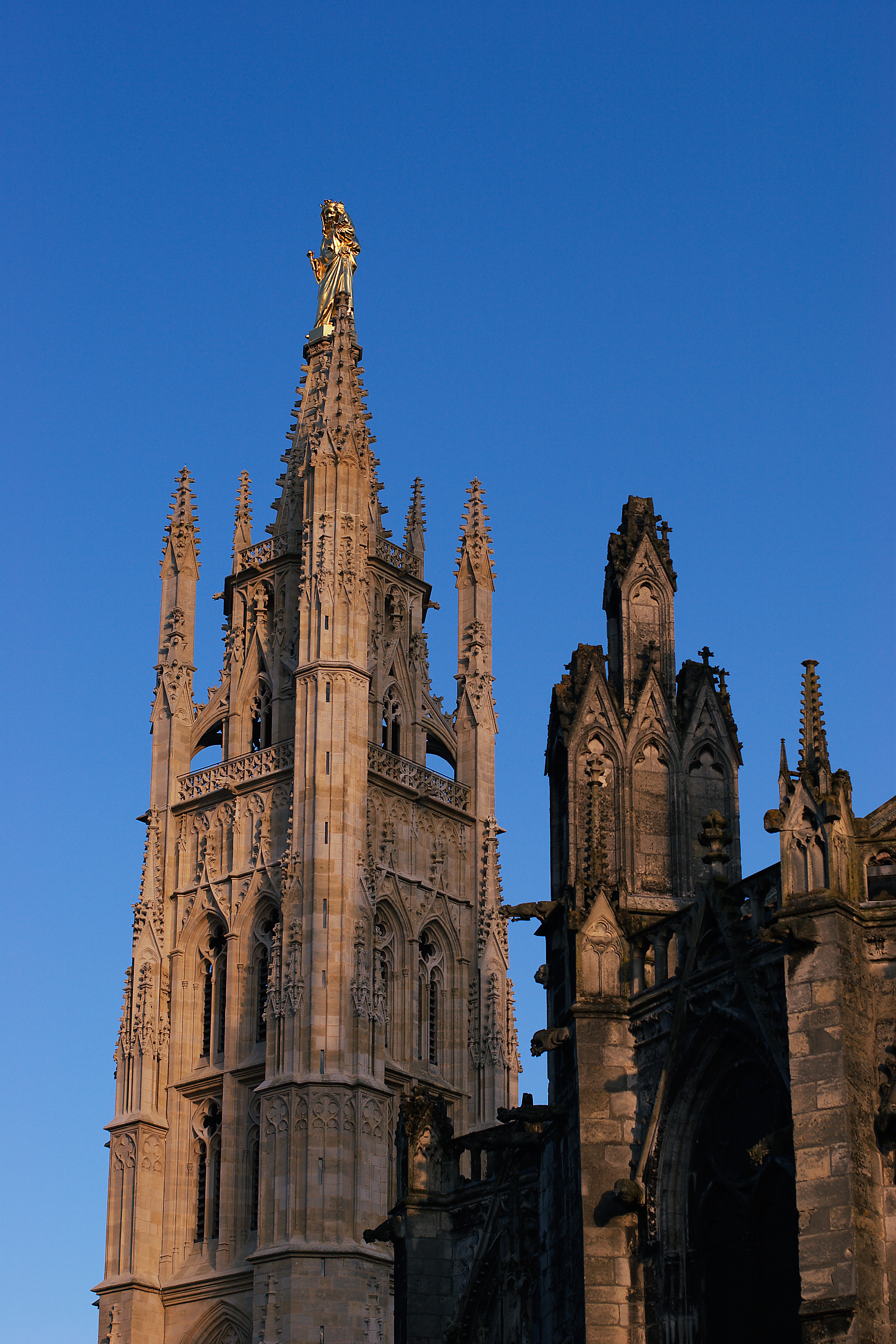
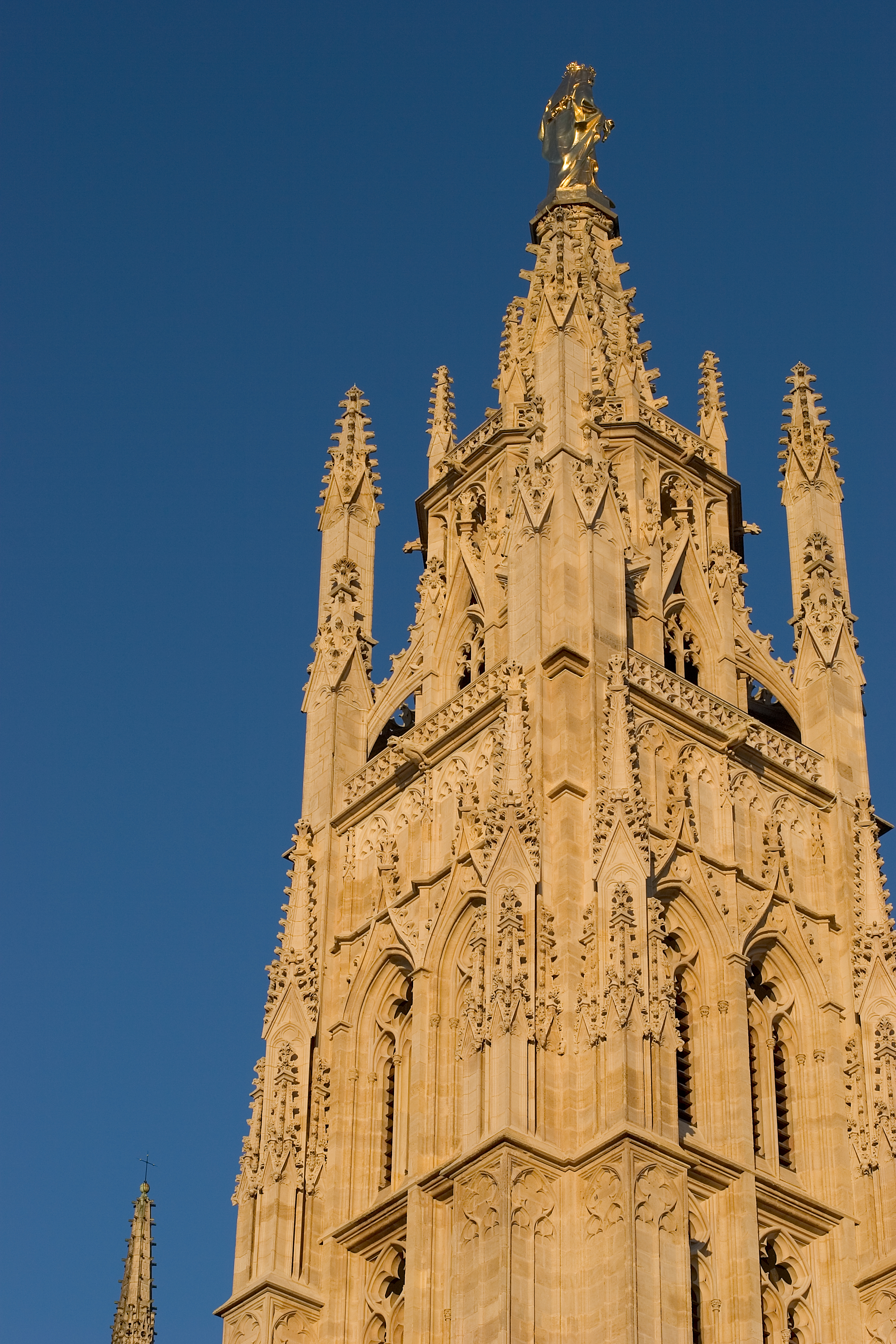
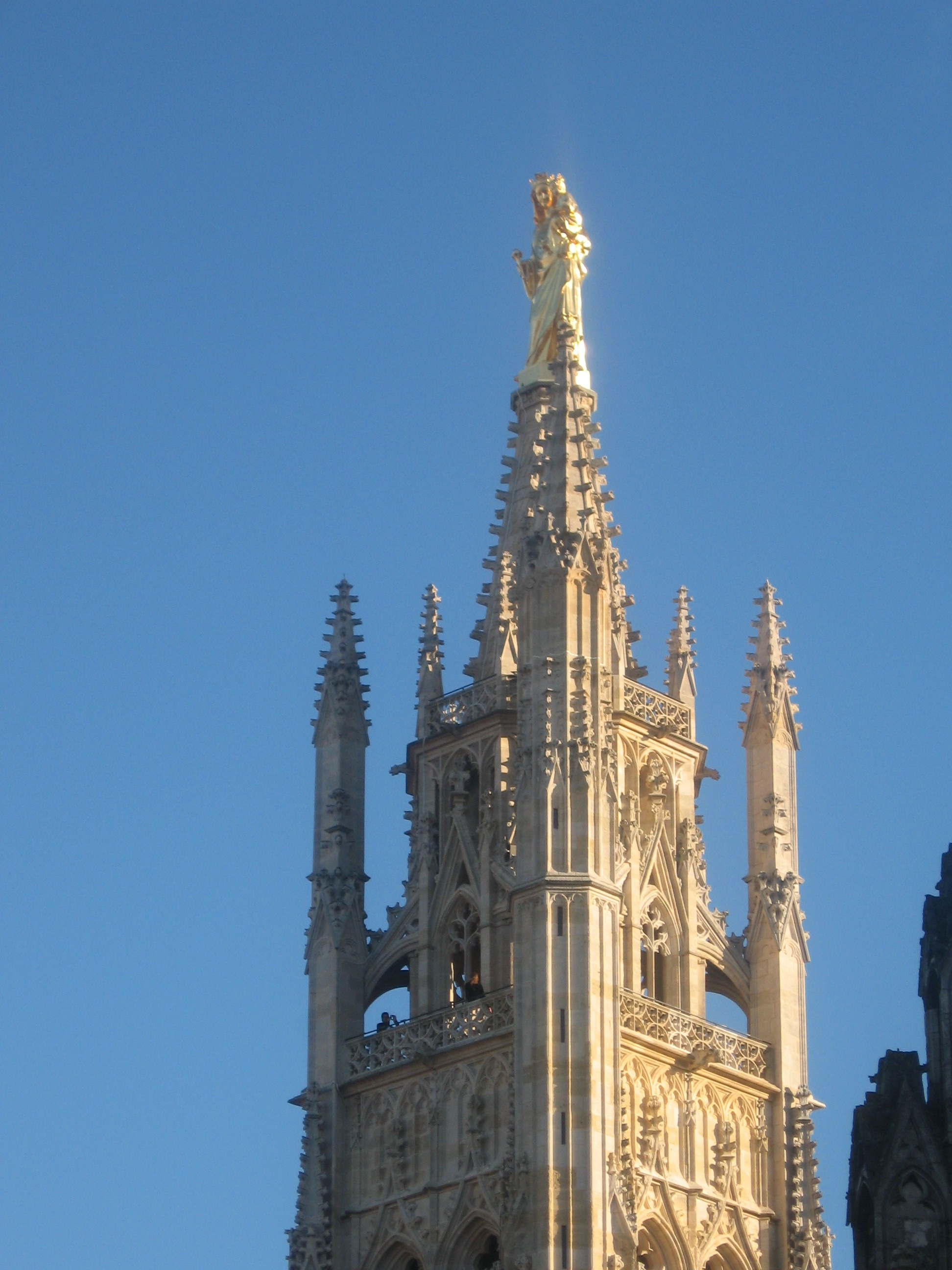